# テポストラン
テポストラン（Tepoztlán）は、メキシコのモレロス州にある自治体。スペイン人の到来以前からある歴史の古い町である。アステカ期の神殿が残る。メキシコシティに比較的近いため、日帰り観光地として人気がある。プエブロ・マヒコ選出。